# Blagomir Krivokuća
Blagomir Krivokuća (en serbio: Благомир Благоје Кривокућа; Ivanjica, Territorio de la comandancia militar en Serbia; 1 de septiembre de 1944 – 14 de julio de 2023) fue un futbolista y entrenador de fútbol serbio que jugó en la posición de defensa. Era el hermano mayor del también futbolista Petar Krivokuća.

## Carrera

### Jugador
| Periodo   | Club              |
| --------- | ----------------- |
| 1960–1962 | FK Javor Ivanjica |
| 1962–1971 | OFK Beograd       |
| 1971–1974 | Freiburger FC     |

### Entrenador
Fue el entrenador del OFK Beograd de 1993 a 1995.

## Logros
- Copa de Yugoslavia (1): 1965/66.